# 2006.
◄ | 20. stoljeće | 21. stoljeće | 22. stoljeće | ►
◄ | 1970-ih | 1980-ih | 1990-ih | 2000-ih | 2010-ih | 2020-ih | 2030-ih | ►
◄◄ | ◄ | 2003. | 2004. | 2005. | 2006. | 2007. | 2008. | 2009. | ► | ►►
Arhitektura • Astronautika • Astronomija • Biologija • Film • Fotografija • Glazba • Kazalište • Kemija • Kiparstvo • Knjige • Književnost • Kršćanstvo • Meteorologija • Medicina • Planinarstvo • Politika • Pravo • Promet • Slikarstvo • Strip • Šport • Televizija • Znanost • Zrakoplovstvo • Željeznički promet
2006. (rim. MMVI) je godina prema gregorijanskom kalendaru koja nije prijestupna, a započela je u nedjelju. Peta je godina 21. stoljeća.
UNESCO ju je proglasio Godinom Dragutina Gorjanovića-Krambergera. Obilježavala se i kao Međunarodna godina pustinja i njihova širenja.

## Obljetnice i godišnjice
Ovom godinom se obilježavaju: 
- Četiristogodišnjica rođenja Rembrandta.
- Dvjestopedesetgodišnjica rođenja Wolfganga Amadeusa Mozarta.
- Stopedesetgodišnjica rođenja Nikole Tesle, Sigmunda Freuda, Georgea Bernarda Shawa, Woodrowa Wilsona i J. J. Thomsona.
- Stogodišnjica rođenja Hansa Aspergera, otkrivača Aspergerova sindroma.
- Stogodišnjica rođenja Borisa Papandopula

## Događaji

### Siječanj
- 2. siječnja – Petnaestero poginulih u urušavanju krova zbog težine snijega na klizalištu u Bavarskoj.
  - Eksplozija u rudniku u američkoj saveznoj državi Zapadnoj Virginiji. Sljedećega dana pronađeno je dvanaest poginulih rudara.
- 12. siječnja – U stampedu u Saudijskoj Arabiji poginula su 362 muslimanska hodočasnika.
  - Iz zatvora u Turskoj pušten Mehmet Ali Ağca, atentator koji je 1981. pokušao ubiti papu Ivana Pavla II.
- 15. siječnja – NASA-ina svemirska letjelica Stardust na Zemlju donijela prve uzorke s kometa.
  - Michelle Bachelet postala prvom predsjednicom Čilea.
- 19. siječnja – NASA odaslala svemirsku letjelicu New Horizons u prvu misiju na planet Pluton.
- 23. siječnja – 44 osobe su poginule, a 184 ih je ozlijeđeno u željezničkoj nesreći u blizini sela Bioča u Crnoj Gori. Nesreću je uzrokovao kvar na kočnicama vlaka.
- 25. siječnja – Predstavljena prva enciklika pape Benedikta XVI. Deus Caritas Est.
- 26. siječnja do 5. veljače – Održavalo se Europsko rukometno prvenstvo u Švicarskoj.
- 27. siječnja – Snažan podvodni potres magnitude 7,7 pogodio je istočnu obalu Indonezije.
- 28. siječnja – 66 osoba poginulo je nakon što se pod težinom snijega i leda urušio krov izložbene hale u Katowicama u južnoj Poljskoj.

### Veljača
- 3. veljače – Egipatski trajekt Al-Salam Boccaccio 98 potonuo je u Crvenom moru. U nesreći je poginulo između 950 i 1000 ljudi.
- 10. do 26. veljače – Zimske olimpijske igre u Torinu.
- 14. veljače – Prva muška hrvatska medalja na Zimskim olimpijskim igrama – srebro u skijaškoj kombinaciji u Torinu – Ivica Kostelić.

### Ožujak
- 5. ožujka – Vođa nekadašnje Republike Srpske Krajine, Milan Babić, izvršio samoubojstvo u svojoj ćeliji u Haaškom tribunalu.
- 11. ožujka – Bivši predsjednik Srbije i Savezne Republike Jugoslavije, Slobodan Milošević, umro u pritvoru Haaškog tribunala.
- 18. ožujka – Slobodan Milošević pokopan u dvorištu svoje kuće u Požarevcu.
- 29. ožujka – Potpuna pomrčina Sunca, vidljiva u Brazilu, srednjem Atlantiku, Africi (na linija Gana – SZ Egipat), Turskoj, Gruziji, Rusiji, Kazahstanu i Mongoliji. Iz Hrvatske je bila vidljiva tek djelomična pomrčina Sunca.

### Travanj
- 7. travnja – Papa Benedikt XVI. ustanovio tri nove biskupije u Sloveniji: Celjsku, Murskosobotsku i Novomešku.

### Svibanj
- 4. svibnja – Utemeljeno je Hrvatsko grboslovno i zastavoslovno društvo.
- 15. svibnja – Giorgio Napolitano postaje predsjednikom Italije
- 21. svibnja – Crnogorski glasači na referendumu o neovisnosti Crne Gore izglasali neovisnost od Srbije
- 3. lipnja – Crna Gora proglasila neovisnost od Srbije nakon što je s njom u nekoliko državnih zajednica provela 88 godina.

### Lipanj
- 5. lipnja – Srbija službeno preuzela nadležnosti bivše SCG.
- 9. lipnja do 9. srpnja – U Njemačkoj održano Svjetsko prvenstvo u nogometu.
- 22. lipnja – Stalni savjet OSCE-a formalno je potvrdio da je Republika Crna Gora postala 56. članica te međunarodne organizacije
- 28. lipnja – Crna Gora postala 192. članica UN-a nakon što je Glavna skupština jednoglasno odobrila rezoluciju kojom se odobrava primanje u članstvo UN-a nova neovisna država Republika Crna Gora.

### Srpanj
- 2. srpnja – U Zagrebu je utemeljena Šumarska savjetodavna služba, prva hrvatska ustanova za brigu o privatnim šumama.
- 9. srpnja – Talijanska nogometna reprezentacija osvojila je svoj četvrti naslov svjetskog prvaka pobijedivši Francusku boljim izvođenjem jedanaesteraca u finalnoj utakmici održanoj u Berlinu.
- 15. do 21. srpnja – U Zadru održane 1. Hrvatske svjetske igre.

### Kolovoz
- 19. kolovoza do 3. rujna – U Japanu održano Svjetsko prvenstvo u košarci.

### Rujan
- 10. rujna – Mirko Filipović osvojio Pride Openweight Grand Prix 2006 na svoj 32. rođendan u Saitami, Japanu.
- 22. rujna – Prstenasta pomrčina Sunca vidjela se u Južnoj Americi, te Atlantskom i Indijskom oceanu
- 27. rujna – U Zagrebu je utemeljena Hrvatska komora inženjera šumarstva i drvne tehnologije.

### Listopad
- 24. listopada – NASA-ina svemirska letjelica MESSENGER prvi je put poletjela iznad Venere na svojemu putu do Merkura.

### Studeni
- 8. studenoga – Srbija dobila novi Ustav, koji u uvodnom dijelu definira Kosovo kao sastavni dio zemlje.

### Prosinac
- 30. prosinca – Održano pogubljenje bivšega iračkog poglavara Sadama Huseina

## Rođenja
- 16. siječnja - Bruno Idžan, hrvatski hokejaš na ledu
- 19. siječnja – Lana Pudar, bosanskohercegovačka plivačica
- 19. veljače – Anton Matković, hrvatski nogometaš
- 11. srpnja – Mia Wild, hrvatska atletičarka
- 18. kolovoza – Summer McIntosh, kanadska plivačica
- 22. rujna – Oliver Lukić, hrvatski nogometaš
- 15. studenog – Lara Colturi, albanska skijašica

## Smrti

### Siječanj
- 1. siječnja – Zlata Tkač, moldavska skladateljica (* 1928.)
- 4. siječnja – Petronella van Vliet, nizozemska plivačica (* 1926.)
- 4. siječnja – Nijaz Abadžić, bosanskohercegovački novinar (* 1935.)
- 6. siječnja – Lou Rawls, američki pjevač (* 1933.)
- 14. siječnja – Shelley Winters, američka glumica (* 1920.)
- 19. siječnja – Wilson Pickett, američki pjevač (* 1941.)
- 19. siječnja – Mladen Romić, hrvatski nogometni reprezentativac (* 1962.)
- 21. siječnja – Ibrahim Rugova, kosovski političar (* 1944.)
- 21. siječnja – Marino Zurl, hrvatski književnik (* 1929.)
- 24. siječnja – Chris Penn, američki glumac (* 1965.)
- 27. siječnja – Johannes Rau, njemački političar i predsjednik (* 1931.)
- 27. siječnja – Nikica Kalogjera, hrvatski skladatelj, dirigent, aranžer i producent (* 1930.)
- 28. siječnja – Duško Trifunović, bosanskohercegovački književnik (* 1933.)
- 30. siječnja – Coretta Scott King, američka aktivistica za ljudska prava (* 1927.)

### Veljača
- 3. veljače – Al Lewis, američki glumac (* 1923.)
- 4. veljače – Betty Friedan, američka spisateljica, aktivistica i feministica (* 1921.)
- 8. veljače – Kurt Orban, američki hokejaš na travi (* 1916.)
- 11. veljače – Peter Benchley, američki književnik (* 1940.)
- 19. veljače – Wi Kuki Kaa, novozelandski glumac (* 1938.)
- 21. veljače – Mirko Marjanović, srpski političar (* 1937.)
- 23. veljače – Zdravko Ćosić, hrvatski slikar (* 1941.)
- 24. veljače – Dennis Weaver, američki glumac (* 1924.)
- 24. veljače – Don Knotts, američki glumac (* 1924.)

### Ožujak
- 5. ožujka – Milan Babić, srpski političar (* 1956.)
- 6. ožujka – Dana Reeve, američka glumica i aktivistica (* 1961.)
- 11. ožujka – Slobodan Milošević, srpski političar (* 1941.)
- 11. ožujka – Jesús Miguel Rollán, španjolski vaterpolist (* 1968.)
- 13. ožujka – Maureen Stapleton, američka glumica (* 1925.)
- 23. ožujka – Desmond Doss, američki bolničar, heroj (* 1919.)
- 23. ožujka – Cindy Walker, američka country pjevačica i skladateljica (* 1918.)
- 25. ožujka – Danilo Lazović, srpski glumac (* 1951.)
- 25. ožujka – Rocío Dúrcal, španjolska pjevačica i glumica (* 1944.)
- 27. ožujka – Stanisław Lem, poljski književnik (* 1921.)
- 28. ožujka – Simeone Duca, hrvatski teolog (* 1915.)

### Travanj
- 11. travnja – Mia Sasso, hrvatska glumica (* 1925.)
- 20. travnja – Igor Kuljerić, hrvatski skladatelj i dirigent (* 1938.)
- 22. travnja – Alida Valli, talijanska umjetnica (* 1921.)
- 24. travnja – László Jeney, mađarski vaterpolist (* 1923.)
- 27. travnja – Branko Sbutega, katolički svećenik (* 1952.)
- 30. travnja – Beatriz Sheridan, meksička glumica (* 1934.)

### Svibanj
- 23. svibnja – Jozo Mihaljević, hrvatski pisac i svećenik (* 1955.)
- 29. svibnja – Đorđe Bosanac, hrvatski glumac (* 1948.)

### Lipanj
- 1. lipnja – Rocío Jurado, španjolska pjevačica i glumica (* 1946.)
- 6. lipnja – Billy Preston, američki soul glazbenik (* 1946.)
- 12. lipnja – György Ligeti, mađarski skladatelj (* 1923.)
- 23. lipnja – Aaron Spelling, američki producent (* 1923.)
- 23. lipnja – Damir Mejovšek, hrvatski dramski umjetnik (* 1933.)
- 28. lipnja – Emil Cossetto, hrvatski skladatelj i dirigent (* 1918.)
- 28. lipnja – Theodore Levitt, američki ekonomist (* 1925.)

### Srpanj
- 4. srpnja – Vasko Lipovac, hrvatski akademski slikar i kipar (* 1931.)
- 7. srpnja – Syd Barrett, britanski rock glazbenik (* 1946.)
- 7. srpnja – Ivan Nogalo, hrvatski političar (* 1950.)
- 8. srpnja – June Allyson, američka glumica (* 1917.)
- 14. srpnja – Marija Ancila Bubalo, hrvatska i bosanskohercegovačka pjesnikinja (* 1943.)
- 14. srpnja – Ružica Djamić, hrvatska glumica (* 1956.)
- 16. srpnja – Ivo Fabijan, hrvatski glazbenik (* 1950.)
- 17. srpnja – Ante Martinac, hrvatski športski djelatnik (* 1944.)
- 17. srpnja – Željko Jerman, hrvatski suvremeni umjetnik i esejist (* 1949.)
- 18. srpnja – Raul Cortez, brazilski glumac (* 1932.)

### Kolovoz
- 1. kolovoza – Mate Relja, hrvatski redatelj i scenarist (* 1922.)
- 1. kolovoza – Stjepko Težak, hrvatski jezikoslovac (* 1926.)
- 3. kolovoza – Ivan Ivančan, hrvatski etnolog (* 1927.)
- 9. kolovoza – Slavko Brankov, hrvatski glumac (* 1951.)
- 9. kolovoza – Rafael Ruiz, španjolski hokejaš na travi (* 1916.)
- 15. kolovoza – Faas Wilkes, nizozemski nogometaš (* 1923.)
- 16. kolovoza – Alfredo Stroessner, paragvajski diktator (* 1912.)
- 19. kolovoza – Marko Culej, hrvatski biskup (* 1938.)
- 26. kolovoza – Bosiljka Janjatović, hrvatska povjesničarka (* 1936.)
- 30. kolovoza – Naguib Mahfouz, egipatski književnik (* 1911.)

### Rujan
- 4. rujna – Steve Irwin, australski zoolog i televizijska ličnost (* 1962.)
- 8. rujna – Josip Genda, hrvatski glumac (* 1943.)
- 15. rujna – Oriana Fallaci, talijanska novinarka i spisateljica (* 1930.)

### Listopad
- 3. listopada – Gojko Ajduković, hrvatski liječnik (* 1929.)
- 5. listopada – Miroslav Brozović, hrvatski nogometaš (* 1926.)
- 5. listopada – Marija Ivković Ivandekić, hrvatska naivna slikarica (* 1919.)
- 7. listopada – Ana Politkovskaja, ruska novinarka (* 1958.)
- 12. listopada – Carlo Acutis, talijanski blaženik (* 1991.)
- 20. listopada – Janko Moder, slovenski prevoditelj i publicist (* 1914.)
- 20. listopada – Jane Wyatt, američka glumica (* 1910.)
- 30. listopada – Stanko Horvat, hrvatski skladatelj i akademik (* 1930.)

### Studeni
- 1. studenoga – Adrienne Shelly, američka glumica (* 1966.)
- 4. studenoga – Ljubica Mikuličić, hrvatska glumica (* 1925.)
- 5. studenoga – Bülent Ecevit, turski političar i pjesnik (* 1925.)
- 10. studenoga – Jack Williamson, američki književnik (* 1908.)
- 10. studenoga – Jack Palance, američki glumac (* 1919.)
- 15. studenoga – Ivan Đalma Marković, hrvatski nogometni trener i igrač (* 1928.)
- 16. studenoga – Milton Friedman, američki ekonomist (* 1912.)
- 16. studenoga – Sulejman Rebac, hrvatski nogometni reprezentativac (* 1929.)
- 17. studenoga – Ruth Brown, američka pjevačica (* 1928.)
- 17. studenoga – Ferenc Puskás, mađarski nogometaš i trener (* 1927.)
- 20. studenoga – Robert Altman, američki redatelj, scenarist i producent (* 1925.)
- 23. studenoga – Anita O'Day, američka jazz pjevačica (* 1919.)
- 24. studenoga – William Diehl, američki književnik (* 1924.)
- 25. studenoga – Valentín Elizalde, meksički pjevač (* 1979.)
- 26. studenoga – Ana Rukavina, hrvatska novinarka (* 1977.)
- 29. studenoga – Allen Carr, engleski književnik (* 1934.)

### Prosinac
- 4. prosinca – Duško Gruborović, hrvatski glumac i pjesnik (* 1956.)
- 10. prosinca – Augusto Pinochet, čileanski diktator (* 1915.)
- 12. prosinca – Peter Boyle, američki glumac (* 1935.)
- 14. prosinca – Đuro Pulitika, hrvatski slikar (* 1922.)
- 18. prosinca – Joseph Barbera, američki filmski producent (* 1911.)
- 19. prosinca – Lelja Dobronić, hrvatska povjesničarka (*  1920.)
- 21. prosinca – Saparmurat Nijazov, turkmenski političar i predsjednik (* 1940.)
- 22. prosinca – Josip Temunović, hrvatski književnik (* 1938.)
- 25. prosinca – James Brown, američki pjevač i glazbenik (* 1933.)
- 26. prosinca – Gerald Ford američki političar i predsjednik (* 1913.)
- 30. prosinca – Sadam Husein, irački predsjednik (* 1937.)

### Nepoznat nadnevak smrti
- Djuro Ipković, mađarski političar (* 1927.)
- Mile Mrkalj, srpski povjesničar (* 1929.)
- Eduard Kale, hrvatski sociolog i kulturolog (* 1935.)
- Marko Skejo Vukić, hrvatski i bosanskohercegovački pjesnik (* 1949.)

## Nobelove nagrade
- Fizika: John C. Mather i George F. Smoot
- Kemija: Roger David Kornberg
- Fiziologija i medicina: Andrew Z. Fire i Craig Mello
- Književnost: Orhan Pamuk
- Mir: Muhammad Yunus
- Ekonomija: Edmund Phelps

## Vanjske poveznice
|  | Zajednički poslužitelj ima još gradiva o temi 2006. |